# САО Семберија
САО Семберија (Српска аутономна област Семберија) је била српска аутономна област у СР БиХ. Постојала је од 1991-1992, када се ујединила са осталим српским областима БиХ и оформила Републику Српску. Главни град ове области био је Угљевик. САО Семберија је била позната и под називом САО Семберија и Мајевица или САО Североисточна Босна.
Скупштине Аутономне регије сјевероисточне Босне, за подручја општина Угљевик, Лопаре и Бијељина формирана је у Угљевику  29. октобра 1991. године и касније ће се трансформисати у САО Семберија и Мајевица За предсједника скупштине именован је Миладин Стјепановић (СДС), који је обављао и функцију предсједника Скупштине општине Угљевик.
Законом о унутрашњим пословима Републике српског народа у БиХ. којим је укинута надлежност МУП-а БиХ, наложено је формирање центара служби безбједности у Бањалуци, Требињу, Добоју, Сарајеву и Угљевику (као центрима пет српских аутономних области у БиХ које су чиниле Српску Републику БиХ).
У мају 1992. године САО Семберији и Мајевици прикључена је и "Српска општина" Босански Шамац.
- Српске аутономне области у Босни и Херцеговини (септембар 1991)
- Српске аутономне области у Босни и Херцеговини (новембар 1991)